# طائرة برمائية

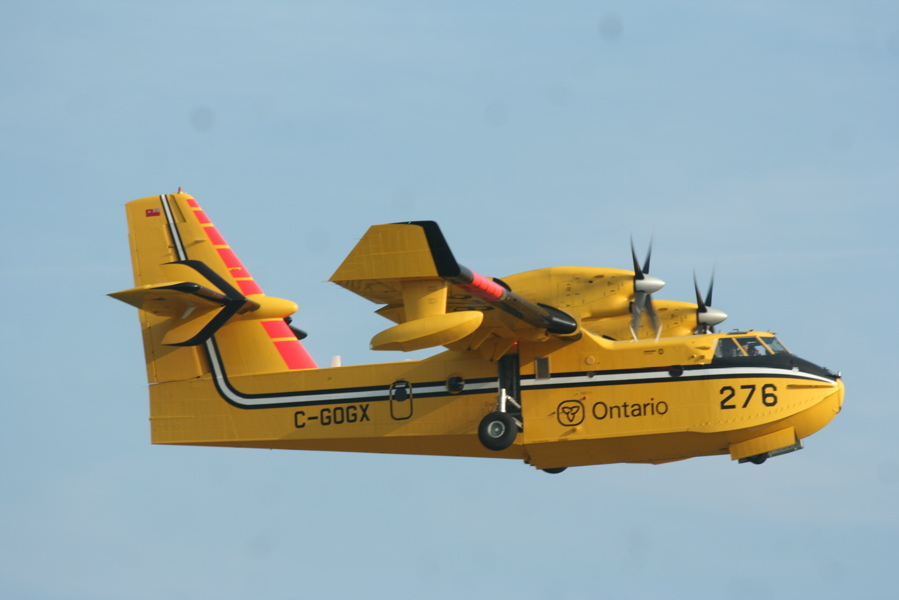
طائرة برمائية كندية

الطائرة البرمائية هي طائرة يمكن لها أن تقلع أو تهبط من أو على البر أو الماء. الطائرات ذات الأجنحة الثابتة هي طائرات بحرية (قوارب طائرة وطائرات طافية) مجهزة بعجلات قابلة للطي على حساب الوزن الزائد والتعقيد، بالإضافة إلى مدى طيران أقل واستهلاك أدنى من الوقود بالمقارنة مع الطائرات المصممة للأرض أو الماء فقط.